# Zospeum biscaiense
Zospeum biscaiense е вид охлюв от семейство Ellobiidae. Видът е уязвим и сериозно застрашен от изчезване.

## Разпространение
Разпространен е в Испания.